# Coupe d'Allemagne de football 1985-1986
Navigation
Édition précédente Édition suivante
La coupe d'Allemagne de football 1985-1986 est la quarante troisième édition de l'histoire de la compétition. La finale a lieu à l'Olympiastadion de Berlin.
Le Bayern Munich remporte le trophée pour la huitième fois de son histoire. Il bat en finale le Vfb Stuttgart sur le score de 5 buts à 2. Le club bavarois participe également a sa troisième finale d'affilée.

## Premier tour
Les résultats du premier tour 
| Date           | Domicile                  | Extérieur                | Score         |
| -------------- | ------------------------- | ------------------------ | ------------- |
| 24 - 08 - 1985 | SpVgg Plattling           | Itzehoer SV 09           | 2 - 0         |
| 24 - 08 - 1985 | Hanovre 96                | SC Fribourg              | 3 - 1         |
| 24 - 08 - 1985 | VfB Stuttgart             | Eintracht Brunschwick    | 6 - 3         |
| 24 - 08 - 1985 | VfL Bochum                | Hambourg SV              | 3 - 2         |
| 24 - 08 - 1985 | Sportfreunde Eisbachtal   | FC Schalke 04            | 1 - 2         |
| 24 - 08 - 1985 | Kickers Offenbach         | Bayern Munich            | 1 - 3         |
| 24 - 08 - 1985 | SV Weil                   | Werder Brême             | 0 - 7         |
| 24 - 08 - 1985 | SpVgg Ansbach             | SV Waldhof Mannheim      | 0 - 3         |
| 24 - 08 - 1985 | TSV 1860 Munich           | 1.FC Cologne             | 2 - 4         |
| 24 - 08 - 1985 | VfR Bürstadt              | FC Uerdingen 05          | 1 - 3         |
| 24 - 08 - 1985 | Altona 93                 | Fortuna Düsseldorf       | 2 - 3 (a. p.) |
| 24 - 08 - 1985 | SC Neukirchen             | Borussia Dortmund        | 2 - 9         |
| 24 - 08 - 1985 | 1. SC Göttingen 05        | 1. FC Saarbrücken        | 1 - 6         |
| 24 - 08 - 1985 | FV Ebingen                | 1. FC Nuremberg          | 2 - 7         |
| 24 - 08 - 1985 | Blau-Weiß 90 Berlin       | Fortuna Cologne          | 3 - 0         |
| 24 - 08 - 1985 | Alemannia Aix-la-Chapelle | Tennis Borussia Berlin   | 1 - 0         |
| 24 - 08 - 1985 | Eintracht Trier           | Karlsruher SC            | 3 - 0         |
| 24 - 08 - 1985 | 1. FC Achternberg         | VfL Osnabrück            | 0 - 2         |
| 24 - 08 - 1985 | Wuppertaler SV            | Kultur SV Hessen Kassel  | 2 - 3         |
| 24 - 08 - 1985 | Borussia Neunkirchen      | Rot-Weiß Oberhausen      | 3 - 2         |
| 24 - 08 - 1985 | Bremer SV                 | MSV Duisburg             | 1 - 3         |
| 24 - 08 - 1985 | SV Sandhausen             | Union Solingen           | 1 - 0         |
| 24 - 08 - 1985 | 1. FC Kaiserslautern      | Eintracht Frankfurt      | 3 - 1         |
| 24 - 08 - 1985 | FC Wangen                 | SV Darmstadt 98          | 2 - 1         |
| 24 - 08 - 1985 | VfR Langelsheim           | DSC Wanne-Eickel         | 2 - 5         |
| 24 - 08 - 1985 | TuS Paderborn-Neuhaus     | 1. FC Köln II            | 5 - 3         |
| 24 - 08 - 1985 | VfL Erp                   | SSV Ulm 1846             | 1 - 2         |
| 25 - 08 - 1985 | FC St. Pauli              | Arminia Bielefeld        | 2 - 0 (a. p.) |
| 25 - 08 - 1985 | Hertha BSC Berlin         | Bayer Leverkusen         | 2 - 5         |
| 25 - 08 - 1985 | SG Wattenscheid 09        | Borussia Mönchengladbach | 2 - 5         |
| 25 - 08 - 1985 | FC Erbach                 | SC Birkenfeld            | 2 - 1         |
| 25 - 08 - 1985 | Stuttgarter Kickers       | FC 08 Homburg            | 3 - 3 (a. p.) |

Match rejoué.
| Date           | Domicile      | Extérieur           | Score |
| -------------- | ------------- | ------------------- | ----- |
| 11 - 09 - 1985 | FC 08 Homburg | Stuttgarter Kickers | 4 - 1 |

## Deuxième tour
Les résultats du deuxième tour.
| Date           | Domicile                  | Extérieur                | score         |
| -------------- | ------------------------- | ------------------------ | ------------- |
| 17 - 10 - 1985 | SV Waldhof Mannheim       | VfL Osnabrück            | 4 - 1         |
| 18 - 10 - 1985 | Alemannia Aix-la-Chapelle | MSV Duisbourg            | 4 - 3 (a. p.) |
| 19 - 10 - 1985 | SpVgg Plattling           | Bayer Leverkusen         | 0 - 2         |
| 19 - 10 - 1985 | TuS Paderborn-Neuhaus     | Borussia Dortmund        | 2 - 4         |
| 19 - 10 - 1985 | FC Erbach                 | Blau-Weiß 90 Berlin      | 0 - 1         |
| 19 - 10 - 1985 | SSV Ulm 1846              | FC St. Pauli             | 5 - 2         |
| 19 - 10 - 1985 | Borussia Neunkirchen      | FC 08 Homburg            | 1 - 3         |
| 19 - 10 - 1985 | SV Sandhausen             | FC Wangen                | 4 - 1         |
| 19 - 10 - 1985 | Eintracht Trier           | FC Uerdingen 05          | 0 - 0 (a. p.) |
| 19 - 10 - 1985 | Hanovre 96                | Kultur SV Hessen Kassel  | 2 - 1         |
| 19 - 10 - 1985 | 1. FC Nuremberg           | VfB Stuttgart            | 0 - 1         |
| 19 - 10 - 1985 | Fortuna Düsseldorf        | VfL Bochum               | 1 - 1 (a. p.) |
| 19 - 10 - 1985 | FC Schalke 04             | Borussia Mönchengladbach | 3 - 1         |
| 19 - 10 - 1985 | 1. FC Kaiserslautern      | 1. FC Cologne            | 4 - 1 (a. p.) |
| 19 - 10 - 1985 | 1. FC Saarbrücken         | Bayern Munich            | 1 - 3         |
| 20 - 10 - 1985 | DSC Wanne-Eickel          | Werder Brême             | 0 - 4         |

Matchs rejoués
| Date           | Domicile        | Extérieur          | Score                       |
| -------------- | --------------- | ------------------ | --------------------------- |
| 29 - 10 - 1985 | FC Uerdingen 05 | Eintracht Trier    | 0 - 3                       |
| 30 - 10 - 1985 | VfL Bochum      | Fortuna Düsseldorf | 2- 2 (a. p.) 3 - 1 (t.a.b.) |

## Huitième de finale
Les résultats des huitièmes de finale.
| Date           | Domicile                  | Extérieur            | Score      |
| -------------- | ------------------------- | -------------------- | ---------- |
| 12 - 11 - 1985 | SV Waldhof Mannheim       | Hanovre 96           | 5 - 1      |
| 13 - 11 - 1985 | VfB Stuttgart             | Werder Brême         | 2 - 0      |
| 13 - 11 - 1985 | VfL Bochum                | Bayern Munich        | 1 - 1 a.p. |
| 13 - 11 - 1985 | Alemannia Aix-la-Chapelle | FC Schalke 04        | 1 - 2 a.p. |
| 16 - 11 - 1985 | FC 08 Homburg             | Borussia Dortmund    | 1 - 3 a.p. |
| 16 - 11 - 1985 | Eintracht Trier           | Bayer Leverkusen     | 1 - 3 a.p. |
| 20 - 11 - 1985 | SV Sandhausen             | Blau-Weiß 90 Berlin  | 3 - 2      |
| 21 - 12 - 1985 | SSV Ulm 1846              | 1. FC Kaiserslautern | 3 - 4 a.p. |

Match rejoué
| Date           | Domicile      | Extérieur  | Score |
| -------------- | ------------- | ---------- | ----- |
| 18 - 12 - 1985 | Bayern Munich | VfL Bochum | 2 - 0 |

## Quarts de finale
Les résultats des quarts de finale.
| Date           | Domicile             | Extérieur           | Score |
| -------------- | -------------------- | ------------------- | ----- |
| 19 - 12 - 1985 | Bayer 04 Leverkusen  | SV Waldhof Mannheim | 0 - 1 |
| 21 - 12 - 1985 | SV Sandhausen        | Borussia Dortmund   | 1 - 3 |
| 21 - 12 - 1985 | VfB Stuttgart        | FC Schalke 04       | 6 - 2 |
| 22 - 01 - 1986 | 1. FC Kaiserslautern | Bayern Munich       | 0 - 3 |

## Demi-finales
Les résultats des demi-finales.
| Date           | Domicile            | Extérieur         | Score |
| -------------- | ------------------- | ----------------- | ----- |
| 25 - 03 - 1986 | SV Waldhof Mannheim | Bayern Munich     | 0 - 2 |
| 26 - 03 - 1986 | VfB Stuttgart       | Borussia Dortmund | 4 - 1 |

## Finale
| Entraîneur : |
| Udo Lattek   |

| Entraîneur :    |
| Willi Entenmann |

| Entraîneur : |
| Udo Lattek   |

| Entraîneur :    |
| Willi Entenmann |